# Réacteur TRIGA Mark I de Billingham
Le réacteur TRIGA Mark I de Billingham est situé dans le comté de Durham sur le site de la compagnie Imperial Chemical Industries (ICI)

## Historique
ICI a exploité un petit réacteur nucléaire TRIGA de type Mark I construit par General Electric dans son usine de Billingham De 1971 à 1988.

Sur le même site, ICI a exploité en même temps une centrale au charbon sur les rives de la rivière Tees pour ses besoins en électricité.

Ces installations ont été désaffectées en 1988. Le site de la centrale est devenu "Billingham Reach Industrial Estate", un quai international appartenant à Able UK Limited.

ICI n'exploite plus son usine de Billingham depuis la vente d'une grande partie des activités du fait d'une restructuration en 1990. Quelques anciennes installations du site sont encore en exploitation par d'autres compagnies chimiques.

En 1983, NIREX a proposé d'utiliser la mine d'anhydrite désaffectée de Billingham pour déposer les déchets nucléaires de moyenne activité. Ceci a provoqué un énorme tollé car la mine est située très près d'un centre urbain. La proposition a été abandonnée.